# ブライアン・ハビブ
ブライアン・ハビブ（Brian Habib 1964年12月2日- ）はワシントン州エレンズバーグ出身の元アメリカンフットボール選手。ポジションはオフェンシブラインマン。

## 経歴
高校時代はタイトエンド、ディフェンシブエンドとしてプレーした。ワシントン大学から1988年のNFLドラフト10巡目でミネソタ・バイキングスに指名されて入団した。その年は肩の故障により故障者リスト入りし、1989年から1991年まで3年間は控えを務め、1992年にライトガードの先発の座を手に入れた。1993年、フリーエージェントとなりデンバー・ブロンコスと3年間420万ドルの契約を結んだ。ブロンコスでも先発ライトガードとしてプレーし、第32回スーパーボウルでチームは優勝、チャンピオンリングを手に入れた。ブロンコスで5シーズンを過ごした後、フリーエージェントとなった彼は1998年3月シアトル・シーホークスと3年間530万ドルの契約を結び2シーズン、シーホークスでプレーしたが、2000年2月にひざの手術を行うこととなりシーホークスを解雇された。
現在はサンディエゴで不動産業を営んでいる。